# Kolonjë (Fier)
Kolonjë è una frazione del comune di Lushnjë in Albania (prefettura di Fier).
Fino alla riforma amministrativa del 2015 era comune autonomo, dopo la riforma è stato accorpato, insieme agli ex-comuni di Allkaj, Ballagat, Bubullimë, Dushk, Fier-Shegan, Golem, Hysgjokaj, Karbunarë e Krutje a costituire la municipalità di Lushnjë.

## Località
Il comune era formato dall'insieme delle seguenti località:
- Kolonje
- Gorre
- Bishqethem
- Lumth
- Rrapes Fshat
- Shakuj
- Ardenice
- Bitaj
- Rrapes sektor